# Diritto di petizione
Il diritto di petizione è il diritto di presentare una denuncia o di chiedere l'assistenza del proprio governo, senza timore di punizioni o rappresaglie.

## Storia
Il diritto risale alla Magna Carta (1215), al Petition of Right (1628), e al Bill of Rights (1689).
In Europa, l'articolo 44 della Carta dei diritti fondamentali dell'Unione europea garantisce il diritto di petizione al Parlamento europeo. La Legge fondamentale della Repubblica Federale di Germania garantisce il diritto di petizione alle "autorità competenti e al legislatore". Il diritto di petizione negli Stati Uniti è garantito dal Primo Emendamento alla Costituzione degli Stati Uniti (1791).

## Italia
In Italia in diritto di petizione è regolato dall'articolo 50 della Costituzione che prevede la possibilità da parte di un cittadino, di porre una petizione al Parlamento della Repubblica Italiana.

## Stati Uniti d'America
Il divieto di compendiare il "diritto di petizione" originariamente si riferiva solo al Congresso e ai tribunali federali degli Stati Uniti. La dottrina dell'incorporazione ha successivamente ampliato la protezione del diritto al suo ambito di applicazione attuale, a tutti i tribunali e legislatori statali e federali, e ai rami esecutivi dei governi statali e federali.

## Cina
Le dinastie cinesi antiche e imperiali riconoscevano il diritto di petizione a tutti i soggetti. I cittadini comuni potevano presentare una petizione all'imperatore per rimuovere i funzionari locali. Si ritiene che l'Huabiao, una colonna cerimoniale comune nell'architettura tradizionale cinese, abbia avuto origine da insegne allestite da antichi sovrani per offrire al pubblico la possibilità di scrivere petizioni.
Nella Cina moderna l'uso di uffici locali per le petizioni rimane comune, tuttavia, coloro che rimangono insoddisfatti si recano ancora nella capitale come ultima risorsa per fare appello al governo centrale. L'amministrazione nazionale dei reclami e delle proposte pubbliche (国家信访局S) e gli uffici di lettere e telefonate locali ricevono suggerimenti e reclami. Gli ufficiali quindi convogliano le questioni ai rispettivi dipartimenti e monitorano lo stato di avanzamento della risoluzione, che inviano risposte alle parti che hanno effettuato l'archiviazione. Se insoddisfatti, possono salire nella gerarchia per portare i reclami al livello superiore successivo.